# نادي بوليس تيرو
نادي بوليس تيرو ((بالتايلندية: สโมสรฟุตบอลโปลิศ เทโร)‏) هو نادي كرة قدم في تايلاند تأسس في 1992 يقع في بانكوك . يلعب في الدوري التايلاندي الممتاز. يدربه خوسيه ألفيس بورخيس.